# История Зимбабве
Зимбабве — бывшая колония Великобритании Южная Родезия, независимость которой была признана только в 1980 году. Первое государство на территории Зимбабве появилось около XI века и достигло расцвета еще в доколониальный период. Особенностью колониальной и постколониальной истории Зимбабве является противостояние между довольно многочисленным (по сравнению с соседними странами) белым населением и аборигенами.

## Доколониальный период
В Каламбо Фоллс найдены фрагменты деревянных орудий с датировкой 190 тыс. лет назад.

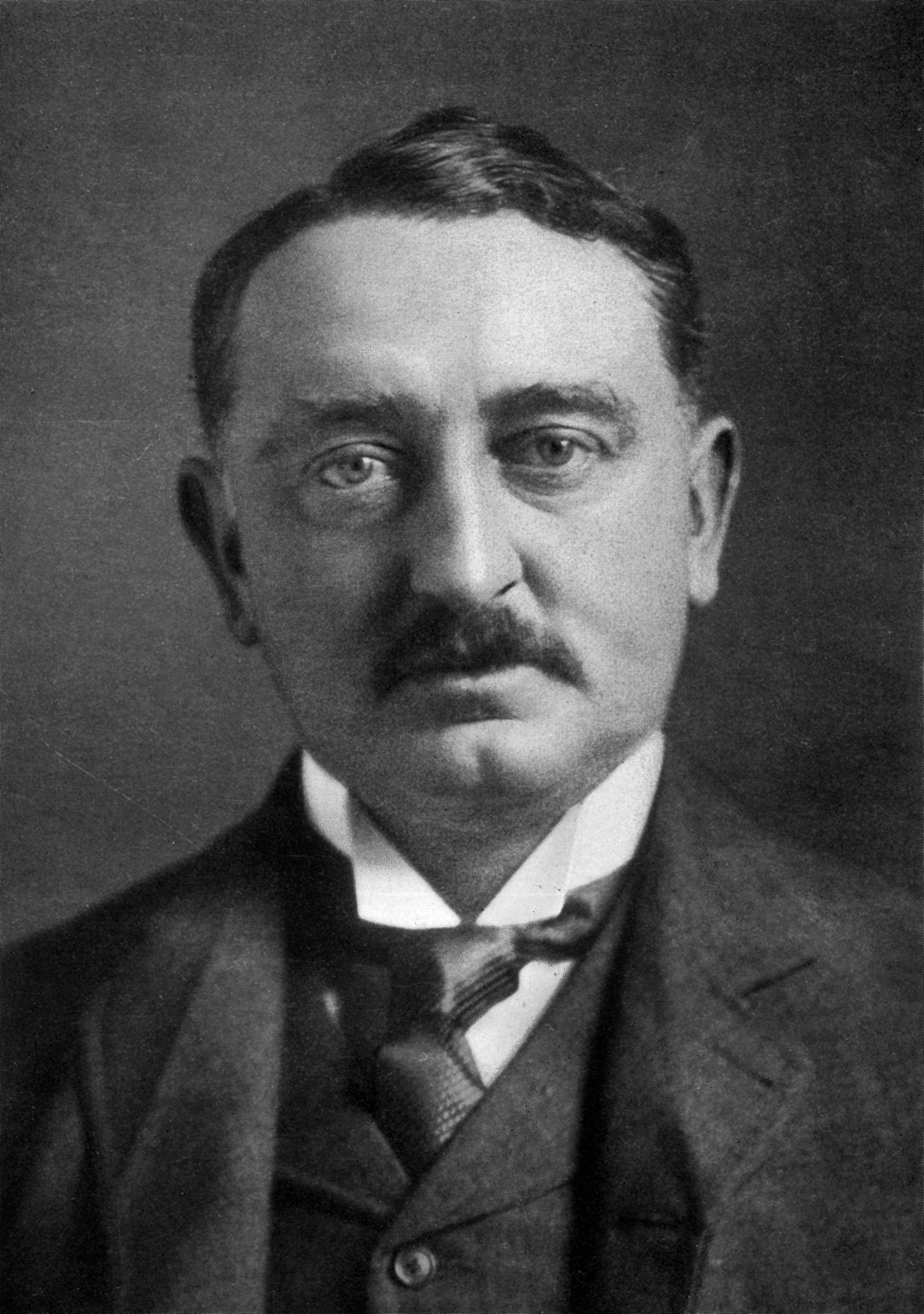
Сесиль Родс

Первоначально территорию Зимбабве населяли народы, говорившие на койсанских языках, близкие по культуре современным их носителям — бушменам.
Примерно с IX века существуют свидетельства заселения нынешнего Зимбабве достаточно развитой культурой, которую принято считать принадлежащей народу гокомере, предкам нынешних шона. Они основали империю Мономотапа (Мунхумутапа), столицей которой был город, развалины которого ныне известны под названием Большой Зимбабве, что на языке современных шона dzimba dzemabwe означает «каменные дома».
К середине XV века, когда на побережье Индийского океана появились португальцы, это государство охватывало почти всю территорию Зимбабве и часть Мозамбика. После столкновений с португальцами империя развалилась, хотя её обломки в виде государств племени каранга сохранялись до начала XX века. К XVII веку часть племен шона вновь объединилась в империю Розви, которой удалось вытеснить португальцев с зимбабвийского плато.
Империя Розви прекратила своё существование в середине XIX века, когда в результате экспансии зулусов под руководством Шаки на территорию нынешнего юго-западного Зимбабве переселились племена ндебеле под правлением короля Мзиликази. В то же время на территории Зимбабве были открыты залежи золота, и эти земли попали в зону интересов Британской империи.

## Родезия
В 1888 году Сесиль Родс при посредничестве Джона Моффета заключил договор с Лобенгулой, наследником Мзиликази, который позволил британцам вмешиваться в экономику Матабелеленда (юго-западного Зимбабве, населённого народом матабеле).
В 1893 году Лобелунга начал вооружённое восстание против колонизаторов, жестоко подавленное наёмными отрядами премьер-министра Капской колонии С. Родса. Земли Матабеленда в результате подавления второго восстания матабеле в 1896—1897 годах были окончательно покорены британцами.
В 1899 году усилиями того же Родса Британская Южноафриканская компания получила право освоения обширных территорий, включающих нынешние Зимбабве и Замбию, с тех пор известных как соответственно Южная и Северная Родезия. В 1895 году войска компании вошли в Машоналенд (центр и север Зимбабве), что положило начало колонизации этих земель.

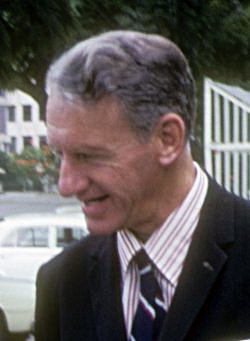
Ян Смит

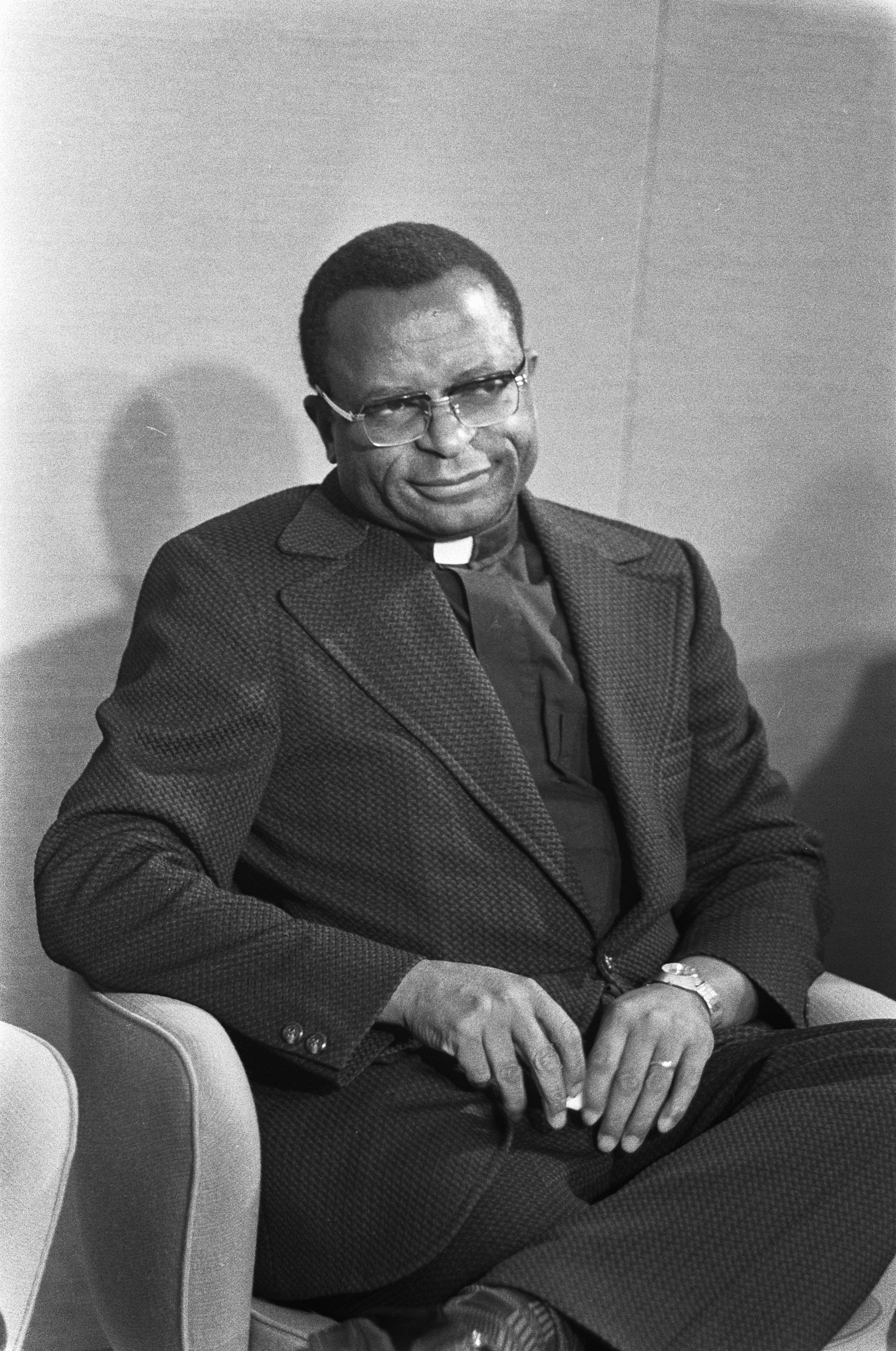
Абель Музорева

В 1896 — 1897 годах чёрное население (в первую очередь шона и ндебеле) восстало против британского владычества, но этот мятеж, известный как (Первая) Чимуренга, потерпел полный крах в первую очередь из-за катастрофического технологического разрыва. Уже с XX века начинается заселение Южной Родезии белыми поселенцами.
В 1922 году Британская Южноафриканская компания перестала управлять Южной Родезией. В результате референдума, проведенного главным образом среди белых поселенцев, она не вошла в Южно-Африканский Союз, а стала самоуправляемой колонией в рамках Британской империи.
После окончания Второй мировой войны и начала разрушения колониальной системы многие получившие независимость страны Африки выбрали социалистический путь развития, в то время как в Южной Африке (ЮАР, Анголе, Мозамбике) власть перешла исключительно к белому меньшинству. Чтобы избежать обеих этих крайностей, в 1953 году была организована Федерация Родезии и Ньясаленда (включавшая Южную Родезию, Северную Родезию и Ньясаленд, то есть нынешний Малави) со статусом федеральной территории (уже не колонии, но ещё не доминиона). Однако через десять лет, в 1963 году Федерация развалилась, когда независимость получили Замбия и Малави.

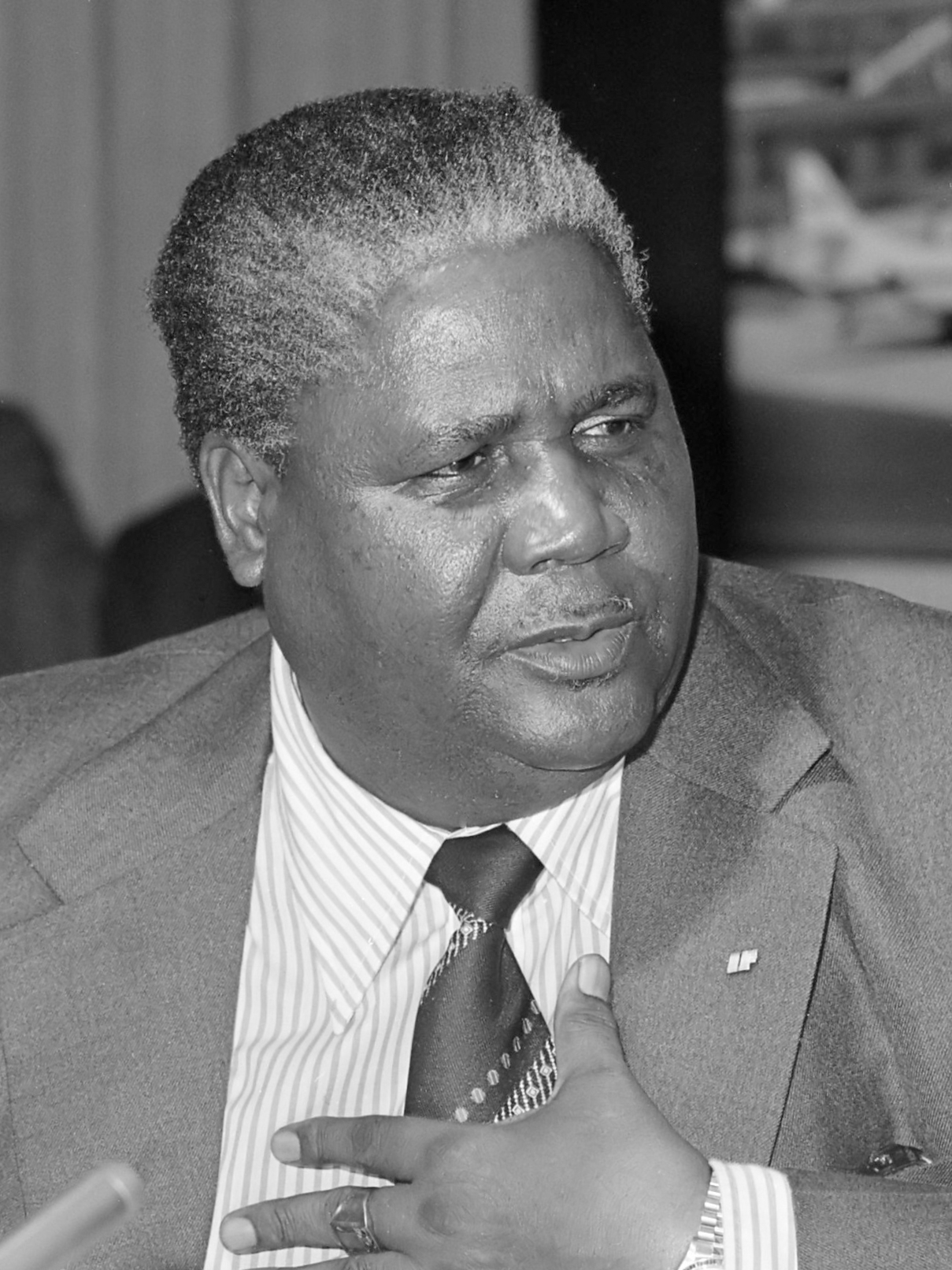
Джошуа Нкомо

Белое правительство Южной Родезии также требовало независимости, однако Лондон отказывался её дать, прежде чем власть в стране будет полностью отдана чёрному большинству (политика NIBMAR: No Independence Before Majority African Rule). В ответ 11 ноября 1965 года премьер-министр Южной Родезии Ян Смит провозгласил независимость, которая не была признана Великобританией. Содружество наций наложило на Южную Родезию экономические санкции, но те были не слишком эффективны. 16 декабря 1966 года, Резолюцией № 232 Совета Безопасности ООН, на правительство Яна Смита были наложены санкции ООН в соответствии со статьей 41 Устава ООН. В соответствии с этой резолюцией государством запрещалось импортировать из Южной Родезии ряд товаров (мясо, чугун, асбест, хром, сахар, табак, медь, железную руду и др.).
В 1970 году Смит провозгласил Родезию республикой, что также не получило международного признания.
Возглавлеямое Смитом правительство партии Родезийский фронт проводило политику сегрегации, которую часто сравнивают с апартеидом, хотя, строго говоря, это не совсем верно. Так, вместо «расового» ценза в Южной Родезии часто использовался ценз имущественный, всё равно дающий почти всю власть белому меньшинству, но формально не связанный с расовыми признаками.
Вооружённую партизанскую борьбу против родезийского правительства вели Африканская национально-освободительная армия Зимбабве (ЗАНЛА) под руководством Роберта Мугабе и Народно-революционная армия Зимбабве (ЗИПРА) во главе с Джошуа Нкомо, лидером Союза африканского народа Зимбабве (ЗАПУ), имевшие базы в соседних с Южной Родезией странах (например, Ботсване и Замбии) и пользовавшихся поддержкой СССР и КНР. После прихода к власти в Мозамбике социалистов из ФРЕЛИМО в 1975 году эта страна стала основной базой для вылазок ЗАНЛА и ЗИПРА; именно с этого года восстание получило название Второй Чимуренги.
Несмотря на многочисленные успехи родезийского спецназа, Смит, чтобы избежать полномасштабной гражданской войны, с 1978 года начал переговоры с умеренными чёрными лидерами, такими как Абель Музорева из Объёдиненного африканского национального конгресса или Ндабанинги Ситоле из ЗАНУ-Ндонга. Страна получила название Зимбабве-Родезия, а в результате выборов в парламенте впервые образовалось чёрное большинство, хотя судейский корпус или, к примеру, армия, по-прежнему были в основном белыми. Премьер-министром стал Абель Музорева, которого поддержали и Смит, и правительство ЮАР, однако он не получил полного доверия избирателей в Зимбабве.
В соответствии с решениями Ланкастерхаузской конференции 12 декабря 1979 года власть в Родезии-Зимбабве была временно передана британскому губернатору лорду Артуру Кристоферу Джону Соумсу и произошло разоружение партизанских группировок. На всеобщих выборах 1980 года убедительную победу одержало радикальное крыло ЗАНУ — Африканского национального союза Зимбабве под руководством Роберта Мугабе. Ланкастерхаузские соглашения предусматривали, что частная собственность (в том числе земельные владения белого меньшинства) останется неприкосновенной в течение 10 лет, а белое меньшинство в течение 7 лет будет обладать гарантированной квотой в 20 мест в парламенте страны. Впрочем, эти сроки могли быть изменены решением квалифицированного большинства парламента

## Период правления Мугабе
В первые годы независимости Зимбабве вела активную внешнюю политику. В 1980 году страна стала одним из учредителей САДК, вступила в Организацию африканского единства, в ООН и в Движение неприсоединения, а также присоединилась к Ломейским конвенциям, определявшие её отношения с ЕС. Большую помощь стране оказывали в 1980-е годы Швеция, ФРГ, Франция и Великобритания
В 1982 году Нкомо и его однопартийцы были выведены из правительства (из-за обнаруженного партийного склада оружия), что вызвало недовольство среди его соплеменников-ндебеле, вылившееся в массовые беспорядки. Правительство направило состоящую в основном из шона Пятую бригаду в Матабелеленд для борьбы с ними, в ходе которой было совершено множество преступлений: погибло до 20 000 человек. Лишь в 1987 году переговоры между ЗАНУ и ЗАПУ возобновились, и в 1988 году они объединились в партию под названием ЗАНУ-ПФ.
В 1995 году радикальные противники президента Мугабе, ориентированные на Ндабанинги Ситоле сформировала на территории соседнего Мозамбика повстанческую организацию Chimwenje. Эта группировка поставила целью вооружённое свержение Мугабе. Поддержку Chimwenje оказывала мозамбикская оппозиционная партия РЕНАМО. Однако в 1996 году Chimwenje была разгромлена зимбабвийскими и мозамбикскими силами безопасности. Её лидеры, а также Ситоле предстали перед судом и получили обвинительные приговоры.
В 1991 году в стране по инициативе МВФ была введена программа экономической и структурной адаптации, после того как МВФ предоставил кредит в 484 млн долларов. Целевые экономические показатели, поставленные по этой программе в 1991—1995 годах не были достигнуты (например, ВВП в 1995 году сократился на 0,2 %, а должен был увеличиться на 5 %). Однако 1991—1995 годы характеризуются заметным увеличением внешней торговли Зимбабве (здесь плановые показатели были даже перевыполнены). С 1991 по 1995 годы экспорт Зимбабве вырос с 1,6 млрд долларов в год до 2,7 млрд долларов в год, импорт увеличился за это же время с 1,6 млрд долларов в год до 2,9 млрд долларов в год. Годовой показатель инфляции снизился с 39,7 % в 1991 году до 22,6 % в 1995 году. Очень негативное влияние на рост экономики в этот период оказывали засухи, которые были в 1992, 1993 и 1995 годах.
В 1998 году власти Зимбабве продолжили либеральные реформы. Была утверждена программа по экономическому и социальному преобразованию Зимбабве. 1996—1999 годы оказались для страны намного тяжелее, чем предыдущие 5 лет. Экспорт из Зимбабве сократился в 1996—2000 годах с 3,1 млрд долларов до 2,1 млрд долларов, а импорт за этот период уменьшился с 3,1 млрд долларов до 2,4 млрд долларов. В 2000 году ВВП страны упал на 4,8 %, а годовая инфляция составила 55,9 %.
В 1990-е годы вопрос об изъятии земель белого меньшинства и их перераспределении среди черного большинства решался медленно. В 1992 году государство получило право безвозмездного изъятия нерентабельных земельных участков с уплатой лишь за инфраструктуру, но при первых попытках его реализации произошел скандал, так как одна из национализированных фирм перешла в руки зимбабвийского министра сельского хозяйства. Со своей стороны власти Зимбабве упрекали Великобританию в том, что она выделила недостаточно средств для выкупа земель белых. В результате в 1999 году началось насильственное выселение белых фермеров с передачей их земель чёрным — в основном политическим сторонникам Мугабе из Ассоциации ветеранов войны. Лидеры погромного движения Ч. Хунзви и Д. Чинотимба выступали с позиций откровенного чёрного расизма. Это вызвало резкую критику со стороны международного сообщества и в первую очередь в Великобритании, ввёдшей против Зимбабве экономические санкции. Волна конфискации земель у белых была связана со стремлением Р. Мугабе заручиться поддержкой большинства населения самой Зимбабве, которое он не имел — на референдуме в феврале 2000 года более 55 % проголосовало против предложенного его правительством проекта конституции. О масштабах и скорости конфискации можно судить по следующим цифрам: менее чем за год (с июня 2000 года по февраль 2001 года) правительством были принудительно отчуждены 2706 хозяйств суммарной площадью более 6 млн гектар. В декабре 2001 года Конгресс США ввел санкции против Зимбабве, установив, что США должны блокировать предоставление этой стране кредитов от международных организаций (МВФ, Межамериканский банк развития, Африканский банк развития и другие). В 2002—2003 годах МВФ приостановил помощь Зимбабве из просроченных долгов и лишил страну права голоса.
В 2002 году Содружество наций приостановило членство Зимбабве из-за нарушений прав человека и фальсификации выборов; в 2003 году Мугабе сам объявил о выходе Зимбабве из Содружества. В том же году Совет Европейского союза ввел санкции против Зимбабве на 12 месяцев, запретив въезд в ЕС 79 зимбабвийским политикам и чиновникам (кроме поездок с некоторыми целями), заморозил их активы, запретил военное и техническое консультирование. Отдельные страны-члены ЕС также ввели санкции. Дания прекратила оказывать ежегодную поддержку здравоохранению Зимбабве на сумму в 29,7 млн долларов, а Швеция приостановила помощь в сфере образования. В 2003 году санкции против Зимбабве ввёл президент США (расширены в 2005 году).
После выборов 2005 года, в ходе которых расколотая оппозиция не смогла ничего противопоставить ЗАНУ-ПФ, Мугабе объявил о начале операции «Мурамбатсвина» (шона «Выгоним мусор»), якобы нацеленной на очищение страны от трущоб. Критики указывают, что от неё пострадали в основном беднейшие слои населения, особенно ндебеле.
Перераспределение земли привело к резкому спаду продуктивности в сельском хозяйстве и катастрофическому росту цен и безработицы (до 80 % взрослого населения). В 2002—2008 годах ВВП страны ежегодно падал (в 2008 году падение достигло пика — 17,76 %).
Все это привело к резкому падению популярности Роберта Мугабе. В первом туре президентских выборов в Зимбабве 29 марта 2008 года его конкурент Морган Цвангираи набрал 47,9 % голосов, Роберт Мугабе — 43,2 %. Но за несколько дней до второго тура президентских выборов, который должен был состояться 27 июня 2008 года, Цвангираи неожиданно снял свою кандидатуру (хотя по закону уже не имел на это права), ссылаясь на запугивание и преследование своих сторонников. В итоге уже на безальтернативной основе во втором туре победил Р. Мугабе, набрав 85,5 % голосов. Реакция ЕС и САДК на этот результат была крайне негативной — 10 июля 2008 года Совет Европейского союза принял решение о расширении санкций против зимбабвийских политиков и бизнесменов. 11 июля 2008 года Великобритания, Канада и США внесли в Совет безопасности ООН резолюцию о введении санкций против Зимбабве. Но Китай и Россия её заблокировали.
В сентябре 2008 года политические партии Зимбабве заключили при посредничестве ЮАР Глобальное политическое соглашение, предусматривавшее проведение всеобщих выборов в течение 2-х лет, а также создание коалиционного правительства. В феврале 2009 года такое правительство было сформировано во главе с М. Цвангираи. Еще до его создания была принята Программа краткосрочного экономического восстановления, предусматривающая отказ от национальной валюты. Долларизация и ряд экономических мер принесли свои результаты — в 2010 году ВВП вырос на 9,6 %, а в следующем 2011 году инфляция составила лишь 11,9 %. В марте 2013 года на референдуме принята новая Конституция Зимбабве, ограничившая право одного лица быть президентом страны двумя сроками и предусматривающая возможность выражения ему вотума недоверия.
Экономическая стабилизация способствовала росту популярности Р. Мугабе. Победа на президентских выборах досталась уже в первом туре именно ему, получившему 61,1 % голосов, а его партия завоевала большинство мест в нижней палате парламента. В результате парламентских выборов партия Цвангираи потерпела сокрушительное поражение, набрав лишь 25 % голосов избирателей. Помимо этого, по новой конституции Зимбабве должность премьер-министра была упразднена и 11 сентября 2013 года Цвангираи был вынужден уйти в отставку, сохранив за собой лишь депутатское кресло.
В 2010-е годы отношения Зимбабве с Западом заметно улучшились. В 2011—2014 годах ЕС снял значительную часть санкций с Зимбабве. Под санкциями ЕС остались (по состоянию на февраль 2015 года) только президент Зимбабве Р. Мугабе, его жена, а также компания «Зимбабвийская оборонная промышленность». В 2012 году МВФ решил возобновить помощь Зимбабве.
14 ноября 2017 года, после того, как Мугабе отправил в отставку вице-президента Эмерсона Мнангагву, который считался вероятным преемником главы государства, армейские подразделения перекрыли основные магистрали страны. В ночь на 15 ноября в Хараре было захвачено здание государственной телерадиокомпании ZBC. При этом генерал-майор Сибусисо Мойо утверждал, что происходящее не переворот, а «взятие ситуации под контроль, направленное против „преступников“, которые окружают действующего главу государства».
18 ноября в стране прошли массовые акции протеста против режима Мугабе. 19 ноября правящая партия Зимбабве призвала Мугабе подать в отставку. 21 ноября он покинул пост президента Зимбабве Согласно конституции Зимбабве, исполняющим обязанности президента в тот же день стал второй вице-президент Фелекезела Мфоко. 22 ноября спикер парламента Джейкоб Муденда на пресс-конференции сообщил о том, что правящая партия номинировала Мнангагву на пост президента и его инаугурация пройдёт 24 ноября. 24 ноября Мнангагва принёс президентскую присягу.

## Период правления Мнангагвы
На первых президентских выборах в стране после отстранения от власти Роберта Мугабе, прошедших в июле 2018 года, победил Эммерсон Мнангагва, кандидат от правящей партии ЗАНС-ПФ, с 50,8 % голосов. Основной кандидат от оппозиции, Нельсон Чамиза, отказался признать официальные результаты, обвинив избирательную комиссию в подтасовках. Результаты выборов стали причиной массовых демонстраций оппозиции, на разгон которых в столице страны, Хараре, были брошены полиция и солдаты. Несколько демонстрантов погибло.
В январе 2019 года в Зимбабве прошли массовые протесты в связи с повышением цен на топливо.